# Sjoerd Potters

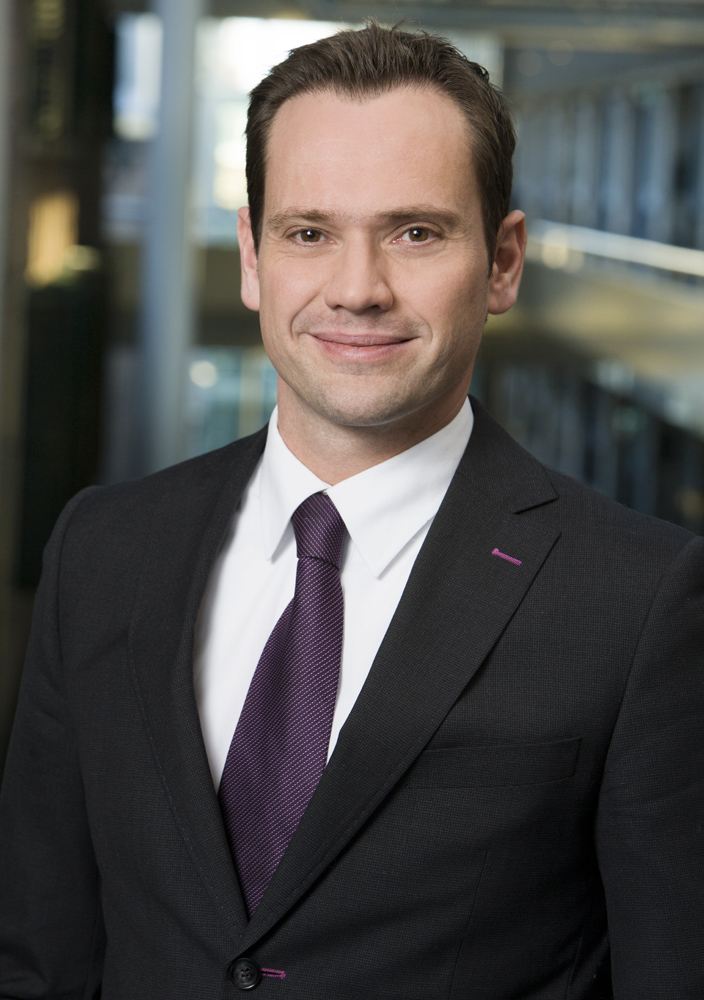
Sjoerd Potters

 Sjoerd Cornelis Clemens Maria Potters  (sinh ngày 14 tháng 2 năm 1974 tại Tilburg) là một chính khách người Hà Lan. Là thành viên của Đảng Nhân dân Tự do và Dân chủ (Volkspartij voor Vrijheid en Democratie), ông là một nghị sĩ trong khoảng thời gian từ ngày 8 tháng 11 năm 2012 đến ngày 23 tháng 3 năm 2017. Trước đây, ông là ủy viên của Waalwijk từ năm 2010 đến 2012.
Mỗi tháng 4 năm 2017, ông là thị trưởng De Bilt.